# Nattens barn (film)
Nattens barn eller Lady Miltons diamanter, är en svensk dramafilm från 1916 i regi av Georg af Klercker. 

## Om filmen
Filmen premiärvisades 30 oktober 1916 på Mosebacke Biografteater i Stockholm. Den spelades in vid Hasselbladateljén i Otterhällan Göteborg av Carl Gustaf Florin

## Rollista
- Carl Barcklind – Harry Bresky, internationell förbrytare
- Mary Johnson – Violet Holmes
- Ivar Kalling – Greve Berkow
- Maja Cassel – Lucile d'Odette
- Frans Oscar Öberg – Dick Holmes, Violets bror
- Victor Arfvidson – Tompson, detektiv
- Tekla Sjöblom – Änkegrevinnan Berkow
- Ludde Gentzel – Kypare och Jurymedlem
- Artur Rolén